# Cefalometria
La cefalometria (dal greco "misura della testa") è lo studio delle varie forme dei profili facciali e delle strutture ossee che costituiscono il cranio, in base alla localizzazione di specifici punti di rèpere cefalometrici.
Un'indagine cefalometrica si esegue in base ad una teleradiografia del cranio in proiezione laterale; dalla lastra radiografica si individuano dei precisi punti ossei e, in base alle loro distanze e agli angoli che descrivono i piani passanti per essi, si studiano l'accrescimento facciale, l'occlusione, ed altri parametri. La cefalometria permette di inquadrare il tipo scheletrico di malocclusione sia in senso sagittale che verticale.

## Punti di rèpere cefalometrici
I punti di rèpere cefalometrici sono necessari per costruire un tracciato cefalometrico.
I più importanti sono:
- il "punto A": è il punto più rientrante della concavità anteriore del mascellare superiore, è tra il processo alveolare e la spina nasale anteriore
- il "punto B": è il punto più rientrante della regione anteriore del mascellare inferiore, tra il processo alveolare e il pogonion osseo
- S (punto Sella): è il centro geometrico della sella turcica
- Ba (Basion): è il punto più basso del bordo anteriore del forame occipitale
- DT: è il punto più sporgente del mento (punto cutaneo)
- EM: è il punto di incontro delle labbra (punto cutaneo)
- EN: è il punto più sporgente del naso (punto cutaneo)
- Gn (Gnathion): è il punto d'incontro tra il piano facciale (piano Nasion-Pogonion) e il piano tangente bordo mandibolare passante per Menton
- Me (Menton): è il punto osseo più basso della "punta" della mandibola
- Na (Nasion): è il punto di incontro tra osso nasale e osso frontale
- Pg (Pogonion): è il punto più anteriore della "punta" della mandibola
- Go (Gonion): è il punto di incontro del margine postero-inferiore della mandibola con la bisettrice dell'angolo formato dal piano mandibolare con la tangente al bordo posteriore del ramo
- Pr (Porion): è il punto più alto del foro acustico esterno
- Pt (Pterigoidei): è il punto d'incontro tra foro sfenopalatino e fossa pterigomascellare
- Po (Punto Porion): Punto superiore del meato acustico esterno
- S.N.A.: Spina Nasale Anteriore (punto più anteriore della spina nasale anteriore)
- S.N.P.: Spina Nasale Posteriore (punto più posteriore sul palato osseo)
- XI: è il centro (non si vede in radiografia, ma si ottiene con una costruzione geometrica) della branca montante della mandibola

## Piani e linee
Tutti i punti cefalometrici citati precedentemente, costituiscono la premessa indispensabile per la successiva esecuzione del tracciato. Per far ciò sono necessari le linee e i piani che uniscono due punti fra loro nella direzione verticale o sagittale con vario grado di obliquità e costituiscono i parametri di base per la descrizione dei valori diagnostici. 
Sul piano orizzontale:
- Piano S – N (piano della base cranica anteriore): piano che si ottiene dalla congiunzione del punto S con il punto N.
- Piano di Francoforte (FH): piano passante per i punti porion (Pr) ed orbitale (Or).
- Piano bispinale: si ottiene unendo S.N.A. e S.N.P.
- Piano occlusale: è la linea che unisce il punto occlusale posteriore (OCLP) con il punto occlusale anteriore (OCLA).
- Piano mandibolare: è il piano passante per il punto Me e tangente al punto più basso del bordo inferiore del ramo mandibolare fino al punto Go.

Sul piano verticale
- N – A: piano Nasion punto A
- N – B: piano Nasion punto B
- N – Me: piano Nasion-Menton. Altezza facciale anteriore
- A – Pg: piano A. Pg. Linea di controllo per la posizione dell'incisivo superiore
- N – Go: asse della profondità facciale
- Piano facciale: piano passante per i punti nasion (N) e pogonion (Pg).
- Piano dentario: è il piano che si ricava unendo il punto A ed il punto pogonion (Pg).
- Assi degli incisivi: si ottengono unendo la punta della corona con la punta della radice degli incisivi centrali superiore ed inferiore.